# Metro de Kuala Lumpur
El Metro de Kuala Lumpur, anomenat Rapid KL (estilitzat com a rapidKL), és un sistema de transport públic construït per Prasarana Malàisia i operat per les seves subsidiàries, que cobreix les àrees de Kuala Lumpur i la Vall Klang.
És un dels components del sistema de trànsit integrat de la Vall Klang. L'acrònim significa «Rangkaian Pengangkutan Intergrasi Deras Kuala Lumpur».

## Serveis
| Codi | Línia | Estacions | Longitud | Inauguració | Terminals                            | Terminals              |  |
| ---- | ----- | --------- | -------- | ----------- | ------------------------------------ | ---------------------- |  |
| 3    |       | 18        | 18 km    | 16 Des 1996 | Sentul Timur                         | Ampang                 |  |
| 4    |       | 29        | 45.1 km  | 11 Jul 1998 | Sentul Timur                         | Putra Heights          |  |
| 5    |       | 37        | 46.4 km  | 1 Set 1998  | Gombak                               | Putra Heights          |  |
| 8    |       | 11        | 8.6 km   | 31 Ago 2003 | Kuala Lumpur Sentral railway station | Titiwangsa             |  |
| 9    |       | 31        | 51 km    | 16 Des 2016 | Sungai Buloh                         | Kajang railway station |  |
| 21   |       | 7         | 5.6 km   | 2 Jun 2015  | Sunway-Setia Jaya                    | USJ 7 station          |  |
|      | TOTAL | 115       | 156.7 km |             |                                      |                        |  |